# APK (format de fichier)
Pour les articles homonymes, voir APK.
Android Package (ou APK, pour Android Package Kit) est un format de fichiers pour le système d'exploitation Android. Un APK (ex. : « nomfich.apk ») est une collection de fichiers pour Android (« package ») assemblés et compressés sous la forme d'une archive au format ZIP. L'ensemble constitue un « paquet ».
Un APK est similaire à un paquet deb ou RPM. Le type MIME est application/vnd.android.package-archive.